# 纵条矶海葵
纵条矶海葵或纵条肌海葵（学名：Haliplanella luciae）为纵条矶海葵科纵条矶海葵属的动物，俗称西瓜海葵或海西瓜。分布于欧洲北部、地中海、北美的大西洋和太平洋沿岸、亚洲太平洋、印度洋沿岸以及沿海等，多栖息于世界各沿海的潮间带和潮下带以及固着于沿岸岩石和贝壳等物上。

## 亚种
- 须毛高龄细指海葵（学名：Metridium sensile fimbriatum），Verrill于1865年命名。分布于从太平洋沿岸、通过阿拉斯加、白令海和勘察加半岛到日本，包括黄海、渤海等海域。[3]